# Općina Šmarje pri Jelšah
Općina Šmarje pri Jelšah (slo.:Občina Šmarje pri Jelšah) je općina u istočnoj Sloveniji u pokrajini Štajerskoj i statističkoj regiji Savinjskoj. Središte općine je naselja Šmarje pri Jelšah sa 160 stanovnika.

## Zemljopis
Općina Šmarje pri Jelšah nalazi se u istočnom dijelu Slovenije, odnosno u južnom dijelu Štajerske. Općina se prostire na pobrđu između Celjske kotline na zapadu i doline rijeke Sutle na istoku. Na sjeveru se izdiže planina Plešivec.
U općini vlada umjereno kontinentalna klima. Svi vodotoci na području općine su mali i lokalnog značaja, svi pritoci Sutle.

## Naselja u općini
Babna Brda, Babna Gora, Babna Reka, Beli Potok pri Lembergu, Belo, Bezgovica, Bobovo pri Šmarju, Bodrež, Bodrišna vas, Brecljevo, Brezje pri Lekmarju, Bukovje v Babni Gori, Cerovec pri Šmarju, Dol pri Pristavi, Dol pri Šmarju, Dragomilo, Dvor, Gaj, Globoko pri Šmarju, Gornja vas, Grliče, Grobelce, Grobelno - del, Hajnsko, Jazbina, Jerovska vas, Ješovec pri Šmarju, Kamenik, Konuško, Koretno, Korpule, Kristan Vrh, Krtince, Laše, Lekmarje, Lemberg pri Šmarju, Lipovec, Mala Pristava, Mestinje, Močle, Nova vas pri Šmarju, Orehovec, Pečica, Pijovci, Platinovec, Polžanska Gorca, Polžanska vas, Predel, Predenca, Preloge pri Šmarju, Pustike, Rakovec, Senovica, Sladka Gora, Sotensko pri Šmarju, Spodnja Ponkvica, Spodnje Mestinje, Spodnje Selce, Spodnje Tinsko, Stranje, Strtenica, Sveti Štefan, Šentvid pri Grobelnem, Šerovo, Škofija, Šmarje pri Jelšah, Topolovec, Vinski Vrh pri Šmarju, Vodenovo, Vrh, Vršna vas, Zadrže, Zastranje, Završe pri Grobelnem, Zgornje Tinsko, Zibika, Zibiška vas

## Vanjske poveznice
- Službena stranica općine